# Takifugu ocellatus
Takifugu ocellatus és una espècie de peix de la família dels tetraodòntids i de l'ordre dels tetraodontiformes.

## Morfologia
- Els mascles poden assolir 15 cm de longitud total.[2][3]

## Hàbitat
És un peix demersal i de clima subtropical.

## Distribució geogràfica
Es troba a Àsia: la Xina i el Vietnam.

## Observacions
És inofensiu per als humans.